# Allocnemis contraria
Allocnemis contraria е вид водно конче от семейство Platycnemididae. Видът не е застрашен от изчезване.

## Разпространение
Разпространен е в Камерун.